# 敦煌科技
敦煌科技（Funtech Entertainment Corporation）是一家台灣电子游戏公司。其在1995年发行了游戏机Super A'Can。公司还制作其他诸如地理信息系统和办公设备。
母公司是聯華電子。在Super A'Can的商业失败之后，公司倒闭。

## 歷史
1983年，它首次出現在台灣中，使用地理信息系統。 1995年，它成為聯華電子的子公司，並發布了Super A'Can。